# Yootha Wong-Loi-Sing
Yootha Wong-Loi-Sing (Rotterdam, 19 augustus 1987) is een Surinaams-Nederlandse actrice en zangeres. Ze is onder andere bekend van haar rol in de film Hoe duur was de suiker. 

## Leven
Wong-Loi-Sing is de dochter van een zangeres en een gitarist/kapper, beiden in Suriname geboren. Ze kreeg toneellessen in een wijkcentrum. Haar opleiding begon aan de Basisschool De Blijberg in Rotterdam (1991-1999). Daarna volgde het Marnix Gymnasium aldaar (1999-2005). Vanaf 2006 tot 2012 studeerde ze sociologie aan de Erasmus Universiteit. Tijdens die opleiding was ze te zien in de serie Who's in Who's Out van BNN.
Ze werd genomineerd voor een Gouden Kalf voor beste actrice 2013 voor haar rol als Mini Mini in de film Hoe duur was de suiker. Vervolgens kreeg ze enkele rollen in Amerikaanse films in Hollywood en in de televisieserie Love Is..., die te zien was op het televisiekanaal OWN van Oprah Winfrey. In 2021 speelde ze in de films Really Love (een hoofdrol) en Forever Rich (een bijrol), beide beschikbaar via Netflix. Voor Really Love werd aan haar en haar medehoofdrolspeler Kofi Siriboe een acteerprijs toegekend, de 'Special Jury Recognition for Acting' bij South by Southwest.

## Filmografie

### Film
- Hoe duur was de suiker (2013)
- The Paradise Suite (2015)
- Sneekweek (2016)
- Cas (2016); televisiefilm
- Alles voor elkaar (2017)
- Get Lost! (2018); televisiefilm
- Really Love (2020); Amerikaanse film
- Forever Rich (2021)

### Televisie
*Exclusief eenmalige optredens
- Who's in Who's Out (2012)
- Bagels & Bubbels (2015)
- Project Orpheus (2016)
- Flikken Rotterdam (2016-2017)
- Hunter Street (2017-2018)
- Love Is (2018)
- Dit zijn wij (2019-2020)
- Het A-woord (2020)
- Santos (2023)
- Foundation (2025)

- Nederlandse Thesaurus van Auteursnamen: 370374924
- Virtual International Authority File: 309880443
- WorldCat: E39PBJxxkyRxMxFxmWHx6jkhpP